# Agénor d'Atolie
Pour les articles homonymes, voir Agénor.
Dans la mythologie grecque, Agénor (en grec ancien : Ἀγήνωρ / Agēnor ou Αγήνορι) est le fils du roi Pleuron d’Étolie et de Xanthippé.

## Ascendance
Agénor est le fils de Pleuron, fils d'Etolos et de Pronoe et de Xanthippe fille de Doros. Il a trois sœurs : Stérope, Stratonice et Laophonte.

## Descendance
Agénor épousa sa cousine Epicaste, fille de Calydon, dont il aura trois enfants : Porthaon, Demonice et Thestius. Il est donc à la fois le grand-père d'Œnée et de sa femme Althée.